# Marc-André Plante
Pour les articles homonymes, voir Plante.
Marc-André Plante, né à Terrebonne, est un gestionnaire et homme politique québécois. Il est maire de Terrebonne de 2017 à 2021.

## Biographie

### Politique municipale
Après avoir fondé l'Alliance démocratique de Terrebonne le 31 janvier 2017 et présenté son programme le 29 mai 2017 en vue des élections municipales de 2017 à Terrebonne, Marc-André Plante est élu le 5 novembre 2017 à la mairie de Terrebonne,, la dixième ville en importance au Québec.
Il succède au maire intérimaire Stéphane Berthe, remplaçant du démissionnaire Jean-Marc Robitaille, soupçonné de corruption par l'Unité permanente anticorruption (UPAC), depuis novembre 2016. La campagne électorale est ainsi marquée, entre autres, par les thèmes de l'intégrité et de la corruption. Marc-André Plante reçoit 13 883 votes, ou 42 % des voix exprimées, contre 10 371 votes, ou 31,4 % des voix exprimées, pour Stéphane Berthe.

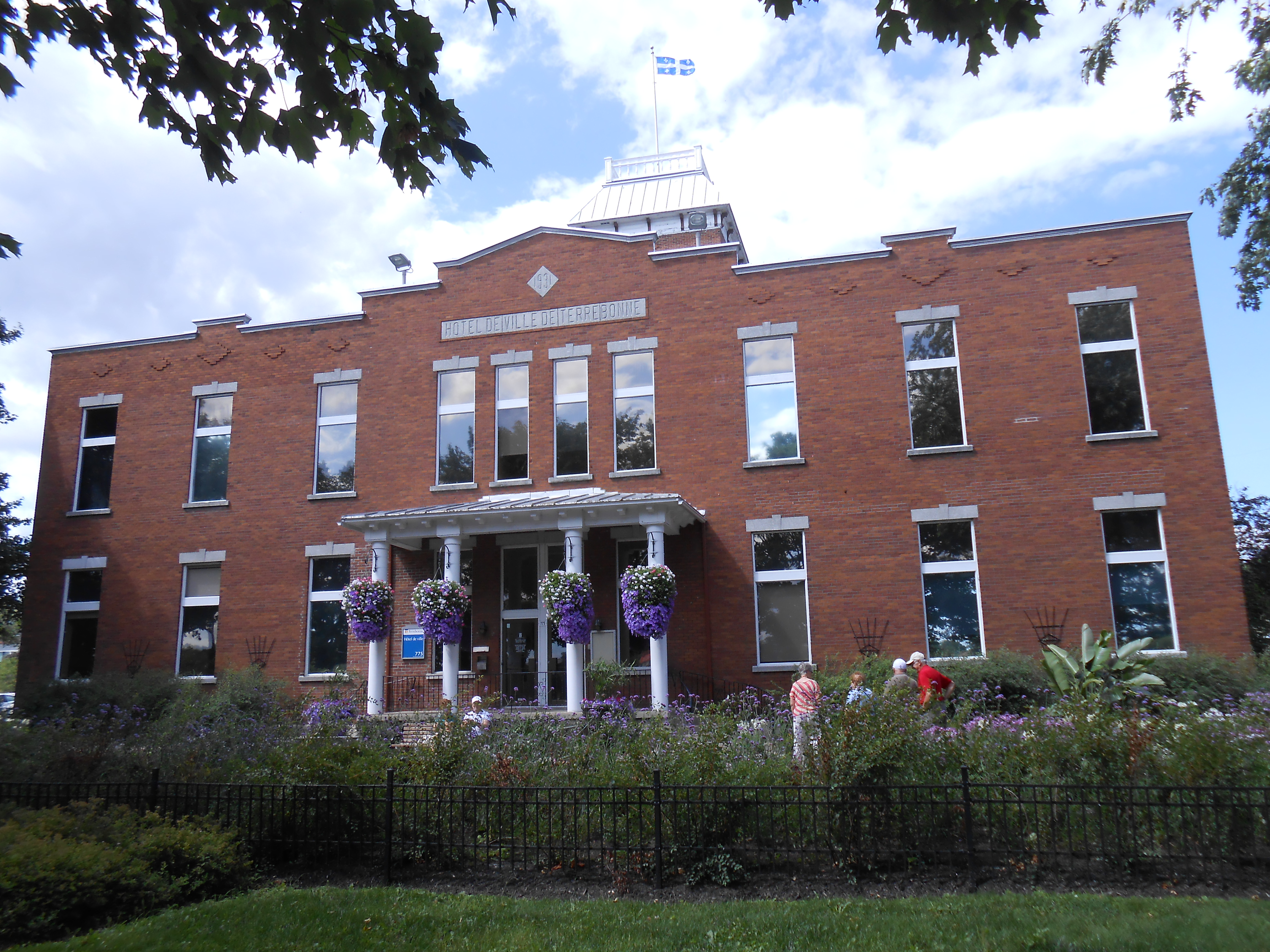
Hôtel de ville de Terrebonne sur la rue Saint-Jean-Baptiste

La gestion municipale est teintée d'actions visant à dissuader les membres du conseil municipal de corrompre l'administration municipale. En mars 2018, cinq membres de l’ancienne administration de Terrebonne, sous la direction de Jean-Marc Robitaille, ont été arrêtés par l'UPAC.
Depuis son élection à la mairie de Terrebonne, il est également membre des conseils d’administration de la MRC Les Moulins
et du CRE Lanaudière.
Avant de se lancer en politique municipale, Marc-André Plante était directeur général du Carrefour action municipale et famille, appuyant ainsi le développement des politiques familiales municipales au Québec.
Ayant obtenu un certificat en administration de l'Université du Québec à Montréal en 2006, au moment de son élection en 2017, il était sur le point d'obtenir une maîtrise en administration publique, spécialisée en management municipal, de l'École nationale d'administration publique.
Lors des élections municipales de 2021, il sollicite un nouveau mandat mais il est battu par Mathieu Traversy, ancien député péquiste de Terrebonne à l'Assemblée nationale du Québec et candidat du Mouvement Terrebonne. Ce dernier obtient plus de 77 % des voix.

## Résultats électoraux
|                                                                                               | Nom                | Parti                 | Nombre de voix | %      | Maj.   |
| --------------------------------------------------------------------------------------------- | ------------------ | --------------------- | -------------- | ------ | ------ |
|                                                                                               | Gilles Labbé       | Parti québécois       | 17 529         | 64 %   | 12 615 |
|                                                                                               | Éric Parent        | Action démocratique   | 4 914          | 18 %   | -      |
|                                                                                               | Marc-André Plante  | Libéral               | 4 453          | 16,3 % | -      |
|                                                                                               | Philippe Humphreys | Bloc pot              | 295            | 1,1 %  | -      |
|                                                                                               | Marco Legrand      | Démocratie socialiste | 143            | 0,5 %  | -      |
|                                                                                               | George Butcher     | Indépendant           | 42             | 0,2 %  | -      |
| Total                                                                                         | Total              | Total                 | 27 376         | 100 %  |        |
| Le taux de participation lors de l'élection était de 60,1 % et 261 bulletins ont été rejetés. |                    |                       |                |        |        |